# Waterkrachtcentrale Gotvand
De Waterkrachtcentrale Gotvand ligt in de Karoen, de grootste rivier in Iran. Er staan vier turbines opgesteld met een totaal vermogen van 1000 MW. Het is de grootste centrale van zijn soort in Iran. De centrale kwam in 2012 in gebruik en de eigenaar is de Iran Water & Power Resources Development Company.

## Geschiedenis
De Karoen is de grootste rivier van Iran en heeft over het gehele jaar een redelijk stabiel patroon met betrekking tot de afvoer van water. In de jaren 60 werden de eerste onderzoeken gedaan naar de bouw van dam en waterkrachtcentrale op deze plaats. De eerste voorbereidende bouwwerkzaamheden werden uitgevoerd in 1997 en in 2003 werd de rivier verlegd om met de daadwerkelijke bouw van de dam te beginnen. Medio 2011 was het werk voldoende ver gevorderd dat het stuwmeer voor de centrale gevuld kon worden. 

## Beschrijving
De dam ligt op zo’n 380 kilometer van de monding en zo’n 10 kilometer ten noordoosten van de plaats Gotvand. De dam is zo’n 760  meter lang en vanaf de basis gemeten ongeveer 180 meter hoog. Voor de dam is in totaal  28,5 miljoen m3 materiaal gebruikt. In de dam zijn vier Francisturbines en generatoren opgesteld, elk met een vermogen van 250  MW. De eerste van de vier turbines werd in mei 2012 in gebruik genomen en de laatste kwam in november in bedrijf. Er wordt aan een verdere uitbreiding met nog eens vier turbines gewerkt.